# Верхній Калгукан
Верхній Калгука́н (рос. Верхний Калгукан) — село у складі Калганського району Забайкальського краю, Росія. Адміністративний центр та єдиний населений пункт Верхньо-Калгуканського сільського поселення.

## Населення
Населення — 325 осіб (2010; 397 у 2002).
Національний склад (станом на 2002 рік):
- росіяни — 99 %